# 延基韋

41°15′29″S 73°0′31″W / 41.25806°S 73.00861°W
延基韋（西班牙語：Llanquihue，西班牙語發音：[ʝanˈkiwe] ⓘ）是智利的城市，位於該國中南部湖大區的延基韦省，始建於1852年，面積420.8平方公里，海拔高度55米，2012年人口16,249人，人口密度每平方公里39人。